# 추크 슈타트반
추크 슈타트반(독일어: Stadtbahn Zug)은 스위스 추크를 중심으로 하는 S-반 스타일의 통근 철도망이다.
2004년 12월 12일에 개설된 이 네트워크는 스위스 중부 S-반 프로젝트(S-반 첸트랄슈바이츠)의 일부를 형성하며 여기에는 루체른 S-반(독일어: S-반 루체른)도 포함된다.

## 노선
2019년 현재 네트워크는 다음 노선으로 구성되어 있다.
- S1 바르–추크–캄(Cham)–로트크로이츠– (루체른) (즉,루체른 S-반의 S1)
- S2 바르 린덴파크–추크–발히빌–아트-골다우– (에르스트펠트)

추크 호수 동쪽의 철도 재건으로 인해 2019년 6월 9일부터 추크 오버빌과 아트-골다우 사이의 S2가 정차한다. 
에르스트펠트에서 S2 서비스가 로트크로이츠까지 운영된다. S2 서비스가 2020년 4월 9일자로 전면 중단되었다.

## 차량
추크 슈타트반에서 S1 서비스를 운영하기 위해 스위스 연방 철도가 인수한 열차는 스위스 연방 철도 RABe 523급 전기 다중 장치이다. 그러나 S1이 2004년에 개통되었을 때, 완전한 서비스를 제공할 수 있는 이러한 열차가 충분하지 않았기 때문에 SBB-CFF로 구성된 노이어 펜델추크(새 통근 열차)(NPZ)로 보완되었다. - FFS RBDe 560은 투어보가 소유한 B(2등차)를 미텔바겐(중급 차량)으로, NPZ Bt를 슈토이어바겐(컨트롤 차량/캡 차량/운전 트레일러)으로 운반한다.
또한 2008년에는 바젤 S-반 열차가 일부 서비스를 운영하는 데 사용되었다.
2008년 12월부터 모든 추크 슈타트반 서비스는 12대의 RABe 523으로 운영되었다.

## 같이 보기
- 추크